# Коппаро
Коппаро (італ. Copparo) — муніципалітет в Італії, у регіоні Емілія-Романья, провінція Феррара.
Коппаро розташоване на відстані близько 340 км на північ від Рима, 60 км на північний схід від Болоньї, 17 км на схід від Феррари.
Населення — 16 759 осіб (2014).
Щорічний фестиваль відбувається 29 червня - 13 грудня. Покровитель —  святі Петро і Павло.

## Демографія
Населення за роками:

Станом на 1 січня 2023 року в муніципалітеті офіційно проживав 1031 іноземець з 63 країн, серед них 260 громадян країн Євросоюзу та 154 громадяни України.

## Сусідні муніципалітети
- Берра
- Феррара
- Форміньяна
- Йоланда-ді-Савоя
- Ро